# Canal Fonda (de l'Obaga de Cavallers)
La Canal Fonda és un barranc que discorre del tot dins del terme municipal de la Vall de Boí, a la comarca de l'Alta Ribagorça, i dins el Parc Nacional d'Aigüestortes i Estany de Sant Maurici.
Situat entre la Canal de l'Obaga de Cavallers al nord i el Barranc de Comalesbienes al sud, té el naixement a uns 2.110 metres, a l'oest del Pic de Comalesbienes. El seu curs discorre cap a l'oest, fins a trobar l'Embassament de Cavallers on desemboca a 1.783 metres d'altitud, prop del seu extrem meridional.